# Julija Sergejewna Wojewodina
Julija Sergejewna Wojewodina (russisch Юлия Сергеевна Воеводина; * 17. Oktober 1971 in Kusnezk als Julija Odsilayeva; † 4. Mai 2022) war eine russische Geherin.

## Leben
Julija Wojewodina studierte an der Staatlichen Pädagogischen Universität Pensa.
Bei den Olympischen Spielen 2004 in Athen belegte sie im 20-km-Gehen den 13. Platz. Im gleichen Jahr wurde sie mit Russland Siebte bei den Geher-Team-Weltmeisterschaften. 2005 belegte sie im 20-km-Gehen bei den Weltmeisterschaften in Helsinki den zehnten Platz.
Ihr Ehemann Alexei Wojewodin war ebenfalls Geher und gewann 2004 Olympiabronze.